# Olympische Winterspiele 2022/Teilnehmer (Kirgisistan)
| Gelbes Symbol für Goldmedaillen mit stilisierten Olympischen Ringen | Graues Symbol für Silbermedaillen mit stilisierten Olympischen Ringen | Braundes Symbol für Bronzemedaillen mit stilisierten Olympischen Ringen |
| ------------------------------------------------------------------- | --------------------------------------------------------------------- | ----------------------------------------------------------------------- |
| —                                                                   | —                                                                     | —                                                                       |

Kirgisistan nahm an den Olympischen Winterspielen 2022 in Peking mit einem Skirennfahrer zum achten Mal in seiner Geschichte an Olympischen Winterspielen teil.

## Teilnehmer nach Sportarten

### Ski Alpin
| Athleten       | Wettbewerbe | 1. Lauf | 1. Lauf | 2. Lauf       | 2. Lauf       | Gesamt        | Gesamt        |               |
| Athleten       | Wettbewerbe | Zeit    | Rang    | Zeit          | Rang          | Zeit          | Rang          |               |
| -------------- | ----------- | ------- | ------- | ------------- | ------------- | ------------- | ------------- | ------------- |
| Männer         |             |         |         |               |               |               |               |               |
| Maxim Gordejew | Slalom      | DNF     | DNF     | ausgeschieden | ausgeschieden | ausgeschieden | ausgeschieden | ausgeschieden |